# معاهدة ياش
معاهدة ياش هي معاهدة وقعت في (جمادى الأولى 1206 هـ / يناير 1792م) بين الامبراطورية الروسية والدولة العثمانية، حيث توسطت إنكلترا وهولندا وبروسيا بينهما وعقدت هذه المعاهدة والتي كان من أهم شروطها:
1- تعود بلاد الأفلاق والبغدان للدولة العثمانية.
2- تعترف الدولة العثمانية بسيادة الامبراطورية الروسية على شبه جزيرة القرم وبسارابيا ومدينة أوزي - التي تمكنت الامبراطورية الروسية من احتلالها عام 1788م أثناء حربها على الدولة العثمانية - وجزء من بلاد الشركس (منطقة في شمال القوقاز).